# Varcha
Varcha (en georgiano: ვარჩა) o Uarcha (en abjasio: Уарча) es una aldea que pertenece a la parcialmente reconocida República de Abjasia, parte del distrito de Gulripshi, aunque de iure pertenece al municipio de Gulripshi de la República Autónoma de Abjasia de Georgia.

## Toponimia
El nombre se basa en una derivación de orche, del mingreliano oche (en megreliano: ოჩეს, lit. 'gran campo'), de la que también se deriva Uarcha en abjasio.

## Geografía
Varcha se encuentra en la llanura del Mar Negro, en el margen derecha del río Kodori. La aldea está a 21 km de Gulripshi y se administra desde el pueblo de Babushara.

## Historia
Varcha posiblemente se remonta a Korache, mencionada por Teramo Castelli como el nombre del segundo brazo del río Kodor y del Mar Negro.
El nombre del pueblo de Varcha fue registrado por Platón Zubóv en 1835 como Avarga (probablemente un error tipográfico de Avarche). No está incluido en la lista de asentamientos en Abjasia en la primera mitad del siglo XIX, pero en el mapa de 1845 el río Verche (pequeño Kodori) está indicado entre el río Skurcha y Kodori. En 1886, el pueblo de Varcha fue mencionado en el distrito de Gumista.
En 1930, Varche formaba parte de la comunidad de Babushara. En la época soviética había un taller de procesamiento de madera y una base de recreación.  

## Demografía
La evolución demográfica de Varcha entre 1959 y 1989 fue la siguiente:
| 1853                                                | 2677 |
| (Fuente: Population of Abkhazia since Soviet times) |      |

Antes de la guerra de Abjasia, la mayoría de la población local eran georgianos.

## Personas importantes
- Dimitri Gulia (1874-1960): famoso escritor abjasio, padre de la literatura en abjaso y uno de los creadores del nuevo alfabeto abjaso.